# Devil’s Garden
Devil’s Garden – obszar znajdujący się w Parku Narodowym Arches w stanie Utah w Stanach Zjednoczonych. Składa się z kilkunastu łuków skalnych, które ulegają ciągłemu kruszeniu ze względu na erozję, tworząc w rezultacie wiele spektakularnych form.
Miejsca widokowe:
- Tunnel Arch
- Pine Tree Arch
- Landscape Arch
- Big Eye Arch
- Partition Arch
- Navajo Arch
- Black Arch
- Metate Arch
- Double O Arch
- Top Story Window
- Dark Angel
- Private Arch
- Fin Canyon